# 危宿增九
危宿增九（飛馬座21），又名BD+10 4681，HD 209459、SAO 107625、HR 8404，是飛馬座的一颗恒星，视星等为5.8，位于銀經70.66，銀緯-33.92，其B1900.0坐标为赤經21h 58m 24.6s，赤緯+10° -33.92′ 12″。